# Dean-Charles Chapman
Dean-Charles Chapman (* 7. September 1997 in Essex, England) ist ein britischer Schauspieler, der durch die Rolle des Tommen Baratheon in der HBO-Serie Game of Thrones bekannt wurde.

## Leben und Karriere
Chapman wurde 1997 in Essex geboren und stand das erste Mal im Alter von acht Jahren für das Musical Billy Elliot auf der Bühne. Er übernahm darin verschiedene Rollen bis ins Jahr 2011. Zwischendurch folgten mehrere Auftritte in britischen Fernsehserien. 2012 spielte er die Hauptrolle des Stanley Brown in der Serie The Revolting World of Stanley Brown.
Bekanntheit erlangte er vor allem durch seine Auftritte in der HBO-Serie Game of Thrones. So verkörperte er zunächst in zwei Episoden der dritten Staffel die Rolle des Martyn Lannister, bevor er ab der vierten Staffel ab 2014 für die Rolle des Prinzen und späteren Königs Tommen Baratheon erneut besetzt wurde und damit Callum Wharry ersetzte, welcher diese Rolle in den ersten beiden Staffeln innehatte. Sein Filmdebüt gab er ebenfalls im Jahr 2014 in dem Thriller Ich. Darf. Nicht. Schlafen. Es folgten weitere Gastauftritte, unter anderem in Ripper Street, Will und Into the Badlands. 2018 war er im Actionfilm The Commuter zu sehen.
2019 übernahm er eine zentrale Rolle im Kriegsfilm 1917 von Regisseur Sam Mendes.

## Filmografie (Auswahl)
- 2012: The Revolting World of Stanley Brown (Fernsehserie, 13 Episoden)
- 2013: The White Queen (Fernsehserie, 5 Episoden)
- 2013–2016: Game of Thrones (Fernsehserie, 18 Episoden)
- 2014: Ich. Darf. Nicht. Schlafen. (Before I Go to Sleep)
- 2014: Ripper Street (Fernsehserie)
- 2015: Es ist kompliziert..! (Man Up)
- 2017: Will (Fernsehserie, 3 Episoden)
- 2017: Solange ich atme (Breathe)
- 2018: The Commuter
- 2018: Into the Badlands (Fernsehserie)
- 2019: Blinded by the Light
- 2019: The King
- 2019: 1917
- 2020: Here Are the Young Men
- 2022: Catherine Called Birdy
- 2024: The Acolyte (Fernsehserie)
- 2025: Too Much (Fernsehserie, 6 Folgen)

## Auszeichnungen
London Critics’ Circle Film Award 2020
- 2020: Nominierung als Bester britischer/irischer Nachwuchsdarsteller (für 1917, Blinded by the Light und The King)[2]